# Пожарский, Иван Алексеевич
Ива́н Алексе́евич Пожа́рский (1905—1938) — Герой Советского Союза, военный комиссар 5-го отдельного разведывательного батальона 40-й стрелковой дивизии.

## Биография
Родился 27 августа 1905 года в уездном городе Ардатов Симбирской губернии (ныне районный центр Республики Мордовия) в семье рабочего. Русский.
В 1925 году окончил Ульяновскую советскую партийную школу. До призыва в армию был секретарём волостного комитета комсомола, членом уездного комитета и председателем его ревизионной комиссии, избирался депутатом Ардатовского городского Совета. Член ВКП(б) с 1926 года.
В Красной Армии с 1928 года. Воинскую службу проходил в городе Новосибирске. Прошёл подготовку а курсах политработников. Стал секретарём партбюро кавалерийской части, затем комиссаром эскадрона. Позднее служил политработником в пограничных войсках Дальнего Востока. За мужество, проявленное при защите рубежей страны, был награждён орденом Красной Звезды.
В августе 1937 года И. А. Пожарский окончил курсы усовершенствования политсостава при Военно-политической академии имени В. И. Ленина.
Служил на Дальнем Востоке. Летом 1938 года принимал участие в боях у озера Хасан. Во время наступления на укреплённые позиции японцев вместе с командиром разведывательного батальона 40-й стрелковой дивизии ст. лейтенантом А. Ф. Ласкиным осуществлял командование батальоном. В начале наступления батальон разбил передовое охранение противника, но затем сильный заградительный огонь заставил личный состав залечь. И. А. Пожарский поднял бойцов в атаку. В критический момент боя поднял бойцов в атаку во второй раз, несмотря на ранение, шёл в первых рядах атакующих. После начала третьей атаки остался в строю, несмотря на второе ранение, оказавшееся смертельным. Погиб на поле боя 7 августа 1938 года при штурме высоты Заозёрная.

## Память

Торжественная стена (Ульяновск).

- Торжественная стена (Ульяновск).Именем Ивана Алексеевича Пожарского были названы: Пожарский район Приморского края, село Пожарское, совхоз Пожарский, разъезд Пожарский, улицы во Владивостоке, Перми, Саранске[4], Ульяновске, Дзержинске (Нижегородская область), Ардатове.
- В городе Ардатов в его честь был также воздвигнут обелиск, имя присвоено Ардатовскому аграрному техникуму[5].
- Памяти Ивана Алексеевича посвящена «Песня о комиссаре Пожарском» (музыка К. Листова, слова В. Гусева).
- На Торжественной стене, у Обелиска «30 лет Победы» Ульяновска, есть Имя И. А. Пожарского.

## Награды и звания
- Герой Советского Союза — присвоено посмертно 25 октября 1938 года
- орден Ленина
- орден Красной Звезды